# Castillo miliar 7
El castillo miliar 7 (Benwell Bank o Benwell Hill) fue un castillo miliar del Muro de Adriano. El castillo en sí no ha sido descubierto y su presunta ubicación se encuentra bajo una urbanización moderna. Se han realizado hallazgos romanos en la zona y la estructura asociada de la torreta 7B es una importante construcción superviviente de la muralla.

## Construcción
El castillo miliar 7 no ha sido localizado. English Heritage lo cataloga actualmente en una presunta ubicación a medio camino entre la torreta 6B (que se encontró en 1751) y la torreta 7A (que tiene restos visibles). Este lugar está cubierto por una urbanización moderna.

## Excavaciones e investigaciones

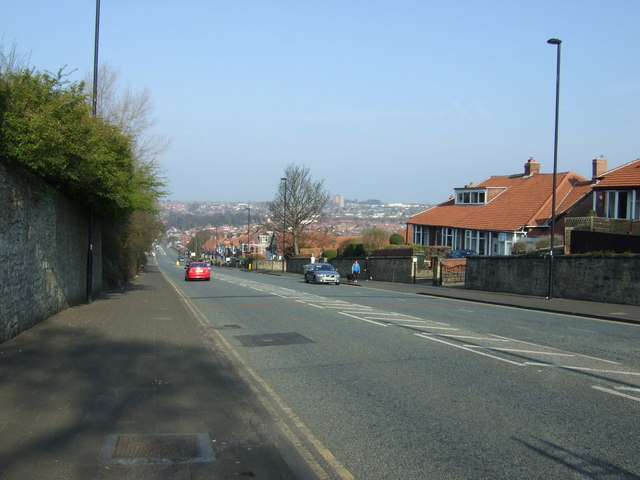
El castillo miliar 7 probablemente se encuentra cerca de la carretera A186

Una investigación del sitio en 1928 no logró descubrir ningún rastro del castillo. En la zona se han encontrado tres piedras con las marcas de la Legio II Augusta. Su estilo data de finales del siglo II, lo que sugiere que la muralla fue reparada en esa fecha.

## Torretas asociadas
Cada castillo miliar del Muro de Adriano tenía dos torretas asociadas. Estas torretas estaban situadas aproximadamente a un tercio y dos tercios de una milla romana al oeste del castillo, y probablemente habrían estado a cargo de la guarnición del mismo. Las torretas asociadas con el castillo miliar 7 se conocen como Torreta 7A y Torreta 7B.

### Torreta 7A
La torreta 7A está situada en Denton Burn, entre Thorntree Drive y Brignall Gardens, junto a la A186. Durante la construcción de una casa cercana, en 1923, se descubrió un sestercio que data del reinado del emperador Trajano. En 1929 se encontró otra moneda.
Ubicación: 54°58′55″N 1°40′57″O / 54.981843, -1.682549

### Torreta 7B

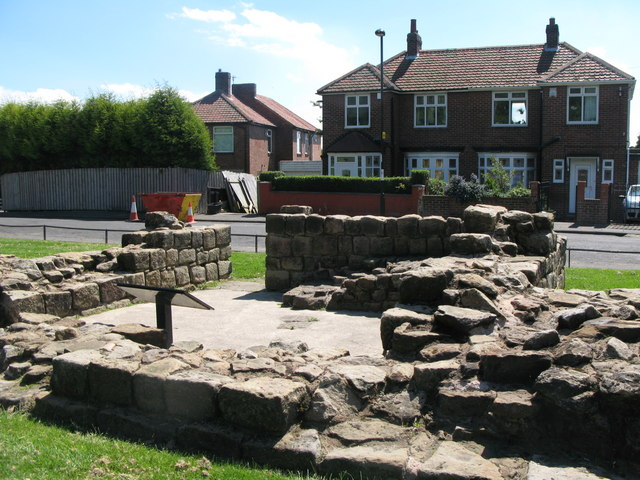
El interior de la torreta 7B

La torreta 7B (Denton Hall Turret o Denton Turret) está situada en West Denton, frente a East Denton Hall (también conocido como Bishops House) en West Road. La torreta tiene hasta seis hiladas de altura y está hecha de piedra arenisca. Está empotrada 1,5 m en una sección de la parte ancha de la muralla que mide 65 m de largo. La torreta mide 4 m de ancho de norte a sur y 4,3 m de este a oeste, con una entrada de 1,1 m de ancho en su lado sur. El muro asociado a la torreta 7B es la sección más oriental de las conocidas. Pequeñas secciones de muro se encuentran entre la torreta 7B y la 7A en 54°58′58″N 1°41′10″O / 54.98287, -1.68616 y 54°58′58″N 1°41′08″O / 54.98271, -1.68546.
La torreta fue localizada por primera vez en 1928 y excavada por la Office of Works en 1929. En la excavación se descubrió un montón de cerámica en el centro del muro este, que se ha sugerido como la ubicación de una ventana. Se encontraron tres niveles diferentes de suelo que sugieren tres etapas de ocupación: 122-196, 205-295 y 300-367. El suelo original era de arcilla y contenía un hogar y una caja de piedra, con un cuenco de piedra encima. Había sido parcialmente reparado con losas. Dentro de la reparación se descubrió una punta de lanza y la fijación de un escudo. Sobre la torreta se había construido un edificio, y también se encontraron restos de cerámica del siglo XVIII relacionados con él. En 1936 se realizó otra excavación. Se ha propuesto que la torreta 7B era una de las estructuras de guarnición de los soldados asentados en el fuerte Condercum de Benwell.
La torreta quedó bajo la tutela de English Heritage en 1971. Tanto ella como el muro adjunto son mantenidos como una sola propiedad por English Heritage (conocida como Denton Hall Turret). La organización gestiona la propiedad como un sitio de acceso abierto sin cuotas de entrada. La torreta 7B fue el primer lugar del Muro de Adriano que se visitó en la serie de Guy de la Bédoyère en BBC Radio 4, The Romans in Britain.
Ubicación: 54°59′03″N 1°41′28″O / 54.984139, -1.691234

## Registro de monumentos
| Monumento         | Código de Monumento | Código del Historic England Archive |
| Castillo miliar 7 | 24841               | NZ 26 NW 1                          |
| Torreta 7A        | 24842               | NZ 26 NW 2                          |
| Torreta 7B        | 22648               | NZ 16 NE 1                          |